# Alfred Graf (Autor)
Alfred Graf (* 30. April 1883 in Partenstein; † 24. November 1960 in Washington D.C.) war ein deutscher Schriftsteller, Journalist und Rundfunkredakteur.

## Leben
Alfred Graf wurde am 30. April 1883 in dem unweit Lohr am Main gelegenen Spessartdorf Partenstein als zehntes Kind des evangelischen Pfarrerehepaars August und Henriette Graf geboren und auf die Namen Alfred Georg Friedrich getauft. Sein am 9. Juni 1842 geborener Vater, war seit 1. Juli 1872 Pfarrer in Partenstein und Dekan des Bezirks Waizenbach. Ende Februar 1889 verließ er mit seiner Familie Partenstein und wurde am 1. März 1889 zum Pfarrer von St. Leonhard in Nürnberg bestellt. Den Umzug begründete er mit den besseren Bildungschancen in einer Großstadt für seine Kinder. Alfred Graf berichtet in seinem späteren Werk von einer glücklichen Kindheit und Jugend, die er zusammen mit seinen Geschwistern in dem kleinen Spessartdorf verleben konnte.
In Nürnberg besuchte Graf das Gymnasium, studierte anschließend in Tübingen, München und Erlangen, und promovierte zum Dr. phil im Fach Geschichte. Er unternahm ausgedehnte Reisen zu den klassischen Zielen des damaligen Bildungsbürgertums, so nach Italien, Griechenland, Ägypten und Palästina. Am Ersten Weltkrieg nahm er nach eigenen Angaben als Brigadeschreiber teil.
Graf heiratet am 2. April 1912 Johanna Zierlein. Am 16. März 1913 wurde dem Paar das einzige Kind Heinz geboren. Bis 1937 wohnte die Familie überwiegend in Nürnberg.
Graf arbeitete als freiberuflicher Schriftsteller und wurde am 18. Oktober 1912 Mitglied im Pegnesischen Blumenorden. Er war Vorstand der Nürnberger Volksbibliothek und betätigte sich als Theaterkritiker und Feuilleton-Redakteur beim „Fränkischen Kurier“. Die 1924 gegründete Sendestation Nürnberg des Bayerischen Rundfunks leitete Graf bis zu seiner Zwangsbeurlaubung 1933. Dieses faktische Berufsverbot hatte er seiner beharrlichen Weigerung zu verdanken, Mitglied der NSDAP zu werden. Da sich die politischen Verhältnisse in Deutschland nicht änderten, sondern sich immer radikaler entwickelten, entschloss Graf sich zusammen mit seinem inzwischen verheirateten Sohn Heinz, der in Dänemark studierte, 1937 nach Norwegen auszuwandern. Dort betrieben beide Familien einen Bauernhof in der Nähe von Oslo. Hier wurde auch Grafs Enkel Erlend am 21. Oktober 1939 geboren. Mit der Besetzung Norwegens durch die Wehrmacht am 9. April 1940 („Unternehmen Weserübung“), verließen die Grafs ihren Hof und gingen nach Schweden. In Stockholm bemühte man sich vergeblich um eine Aufenthaltserlaubnis für die USA oder Kanada. Nach monatelangem Warten erhielt Graf schließlich ein Reisevisa für Panama, so dass die Familien Stockholm im September 1940 verlassen konnten. Es folgte eine Reise um die halbe Welt über Leningrad, Moskau, Wladiwostok, Korea und Japan, bevor endlich das Reiseziel erreicht war. Aufgrund des nur zeitlich befristeten Visums für Panama, konnten die Grafs nur von Oktober 1940 bis September 1941 in Panama-Stadt verbleiben. Nach Erhalt eines unbegrenzten Visums für Ecuador, erfolgte der Umzug nach Quito im September 1941. 
In Quito war Graf mehrere Jahre lang der Leiter der Kulturabteilung des 1942 gegründeten Movimiento Alemán Pro Democracia y Libertad (kurz: Movimiento), der mitgliederstärksten Emigrantenorganisation, vor allem für die Menschen, „die sich weder religiös noch kulturell dem Judentum verbunden fühlten. […] Wie in anderen Ländern fanden auch in Ecuador in Anlehnung an die beiden bedeutendsten Vereinigungen des lateinamerikanischen Exils, die Bewegung ‚Freies Deutschland‘ (Mexiko) und Das Andere Deutschland (Buenos Aires), Richtungskãmpfe statt. Die Auseinandersetzungen um die Überparteilichkeit der Vereinigung führten 1944 dazu, daß die Befürworter des Anschlusses an die Mexiko-Richtung eine eigene Organisation, das Komitee ‚Freies Deutschland‘, gründeten.“
Nach dem Ende des Zweiten Weltkrieges konnten beiden Graf-Familien im Juni 1946 in ihr eigentliches Zielland, die USA, einwandern. Über New York City und Yonkers, wo die Familien bis 1947 lebten, zog man nach New Rochelle, das ihnen bis 1954 als Wohnort diente. Ein letzter Umzug erfolgte nach Takoma Park im Bundesstaat Maryland. 
Lediglich einmal noch kehrte Alfred Graf zur Regelung persönlicher Angelegenheiten nach Deutschland zurück. In Washington D.C. ist er am 24. November 1960 einem Schlaganfall erlegen. Seine Frau starb 1976 in Sarasota/Florida. Wenige Monate später starb auch sein Sohn. Eine kleine Straße am Stadtrand von Nürnberg wurde „Alfred-Graf-Weg“ benannt.

## Werke
- Die soziale und wirtschaftliche Lage der Bauern im Nürnberger Gebiet zur Zeit des Bauernkrieges, in 56. Jahrbuch des „Historischen Vereins für Mittelfranken“, Nürnberg 1909
- Schülerjahre. Erlebnisse und Urteile namhafter Zeitgenossen (Hrsg.), Berlin 1912
- Sancte Laurenti! Die Geschichte eines Frankendorfes in der Franzosenzeit, 1916
- Los vom Philologismus, 1921
- Der Prophet (Drama), 1921
- Gedichte, Nürnberg 1922
- Muh, die Geschichte einer Kuh, Nürnberg 1922
- Von der Minne Überlast. Die himmlische und irdische Liebe der Nonne Christina Ebnerin von Engelthal, Nürnberg 1922
- König Frosch, 1924
- Lebensspieler, 1924
- Was Bubi werden will (mit Hans Dorner), 1925
- Rumtumtibum, der große Windsheimer Weibersturm, 1925
- Die Zwölf Raunächte, Nürnberg 1955
- Das Haus im Tor, Nürnberg 1963